# 阿欽蒂什鄉
46°26′N 24°06′E / 46.433°N 24.100°E
阿欽蒂什鄉（羅馬尼亞語：Comuna Ațintiș, Mureș），是羅馬尼亞的鄉份，位於該國中部，由穆列什縣負責管轄，面積48平方公里，海拔高度380米，2007年人口1,675，人口密度每平方公里35人。